# Comuna Pârteștii de Jos, Suceava
Pârteștii de Jos este o comună în județul Suceava, Bucovina, România, formată din satele Deleni, Pârteștii de Jos (reședința), Varvata și Vârfu Dealului.

## Obiective turistice
- Catedrala Sfântul Nicolae din Pârteștii de Jos - construită în jurul anului 1887

## Demografie
Componența etnică a comunei Pârteștii de Jos
     Români (92,06%)
     Romi (2,74%)
     Alte etnii (0%)
     Necunoscută (5,2%)
Componența confesională a comunei Pârteștii de Jos
     Ortodocși (92,1%)
     Penticostali (2,1%)
     Alte religii (0,44%)
     Necunoscută (5,36%)
Conform recensământului efectuat în 2021, populația comunei Pârteștii de Jos se ridică la 2.519 locuitori, în scădere față de recensământul anterior din 2011, când fuseseră înregistrați 2.778 de locuitori. Majoritatea locuitorilor sunt români (92,06%), cu o minoritate de romi (2,74%), iar pentru 5,2% nu se cunoaște apartenența etnică. Din punct de vedere confesional, majoritatea locuitorilor sunt ortodocși (92,1%), cu o minoritate de penticostali (2,1%), iar pentru 5,36% nu se cunoaște apartenența confesională.

## Politică și administrație
Comuna Pârteștii de Jos este administrată de un primar și un consiliu local compus din 11 consilieri. Primarul, Spiridon Mireuță[*], de la Partidul Social Democrat, este în funcție din 1 noiembrie 2024. Începând cu alegerile locale din 2024, consiliul local are următoarea componență pe partide politice:
|  | Partid                          | Consilieri | Componența Consiliului | Componența Consiliului | Componența Consiliului | Componența Consiliului |
|  | ------------------------------- | ---------- | ---------------------- | ---------------------- | ---------------------- | ---------------------- |
|  | Partidul Social Democrat        | 4          |                        |                        |                        |                        |
|  | Partidul Național Liberal       | 3          |                        |                        |                        |                        |
|  | Uniunea Salvați România         | 2          |                        |                        |                        |                        |
|  | Alianța pentru Unirea Românilor | 1          |                        |                        |                        |                        |
|  | Partidul Patrioților            | 1          |                        |                        |                        |                        |

## Recensământul din 1930
Componența etnică a comunei Pârteștii de Jos
     Români (94,15%)
     Germani (1,2%)
     Evrei (1,4%)
     Polonezi (1,1%)
     Altă etnie (2,15%)
Componența confesională a comunei Pârteștii de Jos
     Ortodocși (95,68%)
     Romano-catolici (2,8%)
     Mozaici (1,4%)
     Altă religie (0,12%)
Conform recensământului efectuat în 1930, populația comunei Pârteștii de Jos se ridica la 3302 locuitori. Majoritatea locuitorilor erau români (94,15%), cu o minoritate de germani (1,2%), una de polonezi (1,1%) și una de evrei (1,4%). Alte persoane s-au declarat: ruteni (1 persoană), cehi\slovaci ( 1 persoană), ruși (7 persoane) și maghiari (8 persoane). Din punct de vedere confesional, majoritatea locuitorilor erau ortodocși (95,68%), dar existau și romano-catolici (2,8%), mozaici (1,4%). Alte persoane au declarat: evanghelici\luterani (3 persoane).